# Nodar Jojashvili
Nodar Jojashvili (Georgia, Unión Soviética, 28 de septiembre de 1940) es un deportista soviético retirado especialista en lucha libre olímpica donde llegó a ser medallista de bronce olímpico en Tokio 1964.

## Carrera deportiva
En los Juegos Olímpicos de 1964 celebrados en Tokio ganó la medalla de bronce en lucha libre olímpica estilo peso pluma, tras el luchador japonés Osamu Watanabe (oro) y el búlgaro Stancho Kolev (plata).